# Lamont Peterson
Lamont Peterson (* 24. Januar 1984 in Washington, D.C.) ist ein US-amerikanischer Profiboxer, ehemaliger Weltmeister der WBA und IBF im Halbweltergewicht sowie ehemaliger WBA-Weltmeister im Weltergewicht.

## Amateurkarriere
Er gewann 2001 die National Golden Gloves im Leichtgewicht. Er schlug dabei Rickie Torres, Jeremy Drapal, Ross Anderson, Backlin Medrano und Juan Suazo. Bei den im selben Jahr ausgetragenen nationalen U-19-Meisterschaften erreichte er den 2. Platz im Halbweltergewicht. Er war erst im Finale Juan McPherson nach Punkten unterlegen.
2002 konnte er die US-amerikanischen U-19-Meisterschaften im Halbweltergewicht gewinnen. Er schlug dabei im Finale Tim Coleman. 2002 gewann er die Bronzemedaille im Halbweltergewicht bei den US-Meisterschaften in Las Vegas. Er besiegte dabei unter anderem Andre Dirrell und verlor erst im Halbfinale gegen Rock Allen. Diesen bezwang er jedoch im Finale der US-Meisterschaften 2003 im Halbweltergewicht.
Bei den „Olympic Trials“, dem nationalen Qualifikationsturnier für die Olympischen Sommerspiele 2004, unterlag er wieder Rock Allen und konnte sich somit nicht qualifizieren.

## Profikarriere
Noch im September 2004 bestritt er seinen ersten Profikampf und blieb mehr als fünf Jahre ungeschlagen. Er besiegte dabei eine Reihe von Aufbaugegnern, aber auch anspruchsvolle Herausforderungen. So bezwang er im November 2007 den Ecuadorianer Humberto Toledo (31 Siege – 4 Niederlagen) durch K. o. in der ersten Runde. Im Januar 2008 siegte er einstimmig nach Punkten gegen den ungeschlagenen Brasilianer Antonio Mesquita (34-0).
Am 25. April 2009 boxte er in Puerto Rico um den interimen Weltmeistertitel der WBO und siegte dabei gegen den ungeschlagenen Willy Blain (20-0) durch t.K.o. in der siebten Runde. Am 12. Dezember 2009 konnte er um den regulären WBO-WM-Titel gegen Timothy Bradley (24-0) boxen, unterlag diesem jedoch nach Punkten.
Nach einem folgenden K. o.-Sieg gegen Damian Fuller (30-6) erreichte er im Dezember 2010 gegen Victor Ortiz (28-2) ein Unentschieden. Im Juli 2011 besiegte er noch Victor Manuel Cayo (26-1) durch K. o. in der zwölften Runde und erhielt so im Dezember 2011 eine erneute Titelchance gegen Amir Khan (26-1).
Amir Khan wurde als Nummer 2 der Weltrangliste geführt und bestritt gegen Peterson die bereits sechste Titelverteidigung seines WBA-Titels und die erste Verteidigung seines IBF-Titels. Bereits in der ersten Runde ging Peterson zweimal durch linke Haken zu Boden und wurde dabei einmal angezählt, überraschte jedoch ab der zweiten Runde mit guten Körpertreffern, die Khan im Infight immer wieder zu unsauberen Aktionen zwangen. Durch unerlaubtes Wegstoßen des Gegners erhielt Khan in den Runden 7 und 12 Punktabzüge, die ihm schließlich den Sieg kosteten und Peterson zum neuen WBA/IBF-Weltmeister werden ließen.
Ein Rückkampf wurde im Mai 2012 annulliert, da bei einem Dopingtest synthetisches Testosteron im Urin von Peterson festgestellt wurde. Dieser rechtfertigte sich damit, dass er diese bereits im Oktober 2011 und aus medizinischen Gründen einnahm. Der Weltverband WBA erkannte ihm jedoch den Titel ab und ernannte Amir Khan wieder zum alten und neuen Superchampion.
Den verbliebenen IBF-Titel verteidigte er am 22. Februar 2013 durch t.K.o. in der achten Runde gegen Ex-WBO-Weltmeister Kendall Holt (28-5). Am 18. Mai 2013 verlor er nach drei Niederschlägen durch t.K.o. in der dritten Runde gegen Lucas Matthysse (33-2). Sein WM-Titel stand nicht auf dem Spiel, da der Kampf im Weltergewicht stattfand.
Am 25. Januar 2014 verteidigte er den WM-Titel der IBF einstimmig gegen Dierry Jean (25-0) und am 9. August durch t.K.o. gegen Edgar Santana (29-4). Im April 2015 unterlag er nach Punkten gegen Danny García (29-0). Der IBF-Verband entzog ihm daraufhin den WM-Titel.
Am 17. Oktober 2015 besiegte er den bis dahin ungeschlagenen Felix Diaz (17-0). Im Februar 2017 gelang ihm ein Punktsieg gegen Dawid Awanessjan (22-1) und damit der Gewinn des WBA-WM-Titels im Weltergewicht. Diesen legte er jedoch im Oktober 2017 nieder.
Am 20. Januar 2018 verlor er vorzeitig gegen Errol Spence (22-0) und am 24. März 2019 ebenfalls vorzeitig gegen Sergei Lipinez (14-1).

## Erfolge
Amateur
- 2001: National Golden Gloves Champion im Leichtgewicht
- 2002: US-amerikanischer U-19 Meister im Halbweltergewicht
- 2003: US-amerikanischer Meister im Halbweltergewicht
- 2003: Gewinner der „US National Challenge“ im Halbweltergewicht

Profi
- 17. Februar 2006: US-amerikanischer Meister der WBC im Halbweltergewicht
- 7. September 2007: Nordamerikanischer Meister der WBO im Halbweltergewicht
- 1. November 2008: Interimer Nordamerikanischer Meister der NABF im Halbweltergewicht
- 25. April 2009: Interimer Weltmeister der WBO im Halbweltergewicht